# Tábua
Tábua és un municipi portuguès, situat al districte de Coïmbra, a la regió del Centre i a la subregió de Pinhal Interior Norte. L'any 2004 tenia 12.452 habitants. Limita al nord amb Carregal do Sal, a l'est amb Oliveira do Hospital, al sud amb Arganil, a l'oest amb Penacova i al nord-oest amb Santa Comba Dão.

## Població
| Població del concelho de Tábua (1801 – 2004) | Població del concelho de Tábua (1801 – 2004) | Població del concelho de Tábua (1801 – 2004) | Població del concelho de Tábua (1801 – 2004) | Població del concelho de Tábua (1801 – 2004) | Població del concelho de Tábua (1801 – 2004) | Població del concelho de Tábua (1801 – 2004) | Població del concelho de Tábua (1801 – 2004) | Població del concelho de Tábua (1801 – 2004) |
| -------------------------------------------- | -------------------------------------------- | -------------------------------------------- | -------------------------------------------- | -------------------------------------------- | -------------------------------------------- | -------------------------------------------- | -------------------------------------------- | -------------------------------------------- |
| 1801                                         | 1849                                         | 1900                                         | 1930                                         | 1960                                         | 1981                                         | 1991                                         | 2001                                         | 2004                                         |
| 2287                                         | 5633                                         | 18371                                        | 16530                                        | 15869                                        | 13456                                        | 13101                                        | 12602                                        | 12452                                        |

## Freguesies
- Ázere
- Candosa
- Carapinha
- Covas
- Covelo
- Espariz
- Meda de Mouros
- Midões
- Mouronho
- Pinheiro de Coja
- Póvoa de Midões
- São João da Boa Vista
- Sinde
- Tábua
- Vila Nova de Oliveirinha

## Personalitats cèlebres
- Sarah Beirão (1880-1974), escriptora